# Nürnberger Hausbücher
Nürnberger Hausbücher eller Zwölfbrüderbücher ("tvillingebrødrebogen" eller mere udførligt Hausbücher der Nürnberger Zwölfbrüderstiftungen) er en samling illustrationer af beboere i to fattighuse fra Nürnberg i Tyskland. De sammenlagt fem bind er opbevaret på Stadtbibliothek Nürnberg.
Mendelsche Zwölfbrüderhaus blev etableret i slutningen af 1300-tallet og Landauersche Zwölfbrüderhaus blev etableret i starten af 1500-tallet. Tre af de fem bind stammer fra førstnævnte, mens de sidste to stammer fra sidstnævnte. Personerne er afbildet i forskellige typiske arbejdsrelaterede situationer med forskellige håndværk med en kort beskrivelse af personen og hans håndværk.